# Ron Tutt
Pour les articles homonymes, voir Tutt.
Ronald Ellis Tutt dit Ron Tutt, né le 12 mars 1938 à Dallas et mort le 16 octobre 2021 à Franklin, est un batteur américain.
Il a joué avec, entre autres, Elvis Presley, The Carpenters, Roy Orbison, Neil Diamond et Jerry Garcia.

## Biographie
Né à Dallas, au Texas, il apprend la guitare, le violon et la trompette dans son enfance, et ne se met à la batterie qu'à l'âge de dix-sept ans.
Lors d'un premier concert, il apparait sur la même affiche qu'Elvis Presley alors peu connu.
Il est membre ensuite du TCB Band (Taking Care of Business), le groupe de tournée et d'enregistrement d'Elvis Presley, pour lequel il a auditionné en 1969. Il est arrivé avec sa batterie, qu'il a installée dans le studio d'enregistrement, mais alors qu'il attend d'être appelé, un autre batteur entre et commence à jouer son kit. Tutt pense qu'il a perdu l'occasion de passer l'audition, car Gene Pello est incroyablement expérimenté et semble gagner Elvis Presley. Cependant, le manager de Presley, Tom Parker, ne souhaite pas gaspiller d'argent car il a payé les frais pour que Tutt vienne avec son matériel. Il persuade Presley de donner sa chance à Tutt.
Par la suite, Tutt joue sur les deuxième et troisième albums de Billy Joel : Piano Man (tous les morceaux sauf Captain Jack) et Streetlife Serenade (en). Tutt joue aussi sur le premier album solo d'Emmylou Harris et sur celui de Gram Parsons.
Vers le début de 1974, il commence à enregistrer et à tourner avec le Jerry García Band puis avec le Legion of Mary de Jerry Garcia et Merl Saunders,. À partir de l'album studio Garcia (Compliments) (1974), il rejoue de la batterie pour le Jerry Garcia Band pendant quatre ans. Pendant ce temps, il a également joué de la batterie sur les albums studio de Garcia Reflections (1976) et Cats Under the Stars (en) (1978). En 1982, il retourne en studio avec Garcia pour l'enregistrement de Run for the Roses.